# El Sitio, Jalisco
El Sitio är en ort i Mexiko.   Den ligger i kommunen Lagos de Moreno och delstaten Jalisco, i den centrala delen av landet, 400 km nordväst om huvudstaden Mexico City. El Sitio ligger 1 904 meter över havet och antalet invånare är 315.
Terrängen runt El Sitio är platt åt sydost, men åt nordväst är den kuperad. Runt El Sitio är det ganska glesbefolkat, med 48 invånare per kvadratkilometer. Närmaste större samhälle är Lagos de Moreno, 11,0 km öster om El Sitio. I omgivningarna runt El Sitio växer huvudsakligen savannskog.